# Caroline Marks
Caroline Marks (Boca Raton, 14 de fevereiro de 2002) é uma surfista profissional norte-americana. Ela foi campeã da temporada 2023 do circuito mundial feminino da Liga Mundial de Surfe (WSL). Ela ganhou vários campeonatos nacionais e é a mulher mais jovem a competir em um evento da Liga Mundial de Surfe. Aos 15 anos, ela se tornou a surfista mais jovem a se classificar para o circuito mundial feminino.
Ela competiu na elite (top 16) da Liga Mundial de Surfe e terminou a temporada de 2018 na 7ª colocação, ganhando o prêmio de Rookie of the Year (Revelação do Ano, em português). Ela mora em San Clemente, Califórnia.
Em 2019, Marks se classificou como uma das duas mulheres da primeira equipe de surfe feminino dos Estados Unidos a competir nos Jogos Olímpicos de Verão de 2020 em Tóquio, Japão. Nos Jogos Olímpicos de Verão de 2024, ela conquistou a medalha de ouro na prova de shortboard feminino.